# Les Deux Timides
Les Deux Timides és una pel·lícula muda de comèdia francesa del 1928 dirigida per René Clair i basada en l'obra de 1860 Les Deux Timides d' Eugène Labiche. Fou produït i distribuït per la productura Films Albatros. L'escenografia va córrer a càrrec del director artístic Lazare Meerson.

## Argument
Un advocat molt tímid, Fremissin, té l'encàrrec de defensar Garadoux, un home acusat legítimament de colpejar la seva dona. Fremissin es posa nerviós al judici, i acaba exigint la pena més dura possible per Garadoux, fent-lo passar alguns mesos a la presó. Al cap d'uns anys, Fremissin s'ha enamorat d'una dona (Cecile Thibaudier). Garadoux ho veu i intenta seduir-la com a venjança contra Fremissin per haver-lo enviat a la presó. Garadoux abusa de la naturalesa tímida de Fremissin, en actes hilarants com fer-se passar per un bandoler i deixant-li notes inquietants que li diuen que no marxi de casa. Després de diverses proves, i de conèixer el seu tímid homòleg en el pare de Cecile, Fremissin finalment arriba a Cecile a temps per demanar-li la mà en matrimoni, i té una gran baralla amb la família Thibaudier i Garadoux. Aleshores defensa amb èxit la família Thibaudier davant dels tribunals.

## Repartiment
- Pierre Batcheff - Fremissin
- Jim Gérald - Garadoux
- Véra Flory - Cecile Thibaudier
- Maurice de Féraudy - Thibaudier
- Françoise Rosay - La tia
- Madeleine Guitty - La donzella
- Yvette Andréyor - Mme. Garadoux
- Léon Larive
- Anna Lefeuvrier
- Louis Pré Fils
- Antoine Stacquet
- Odette Talazac